# マロンコロン
マロンコロン（MARRON CORON）は、北海道小樽市の製菓メーカーであるあまとうが製造・販売している菓子。3枚重ねのサブレーにアーモンドやチーズなどの具材を挟み、チョコレートでコーティングした、あまとうオリジナルの洋菓子である。1960年（昭和35年）に販売が開始されて以来、2000年代以降まで人気を博しているロングセラー商品であり、あまとうの看板商品の一つである。土産菓子としても人気を集めている。

## 沿革

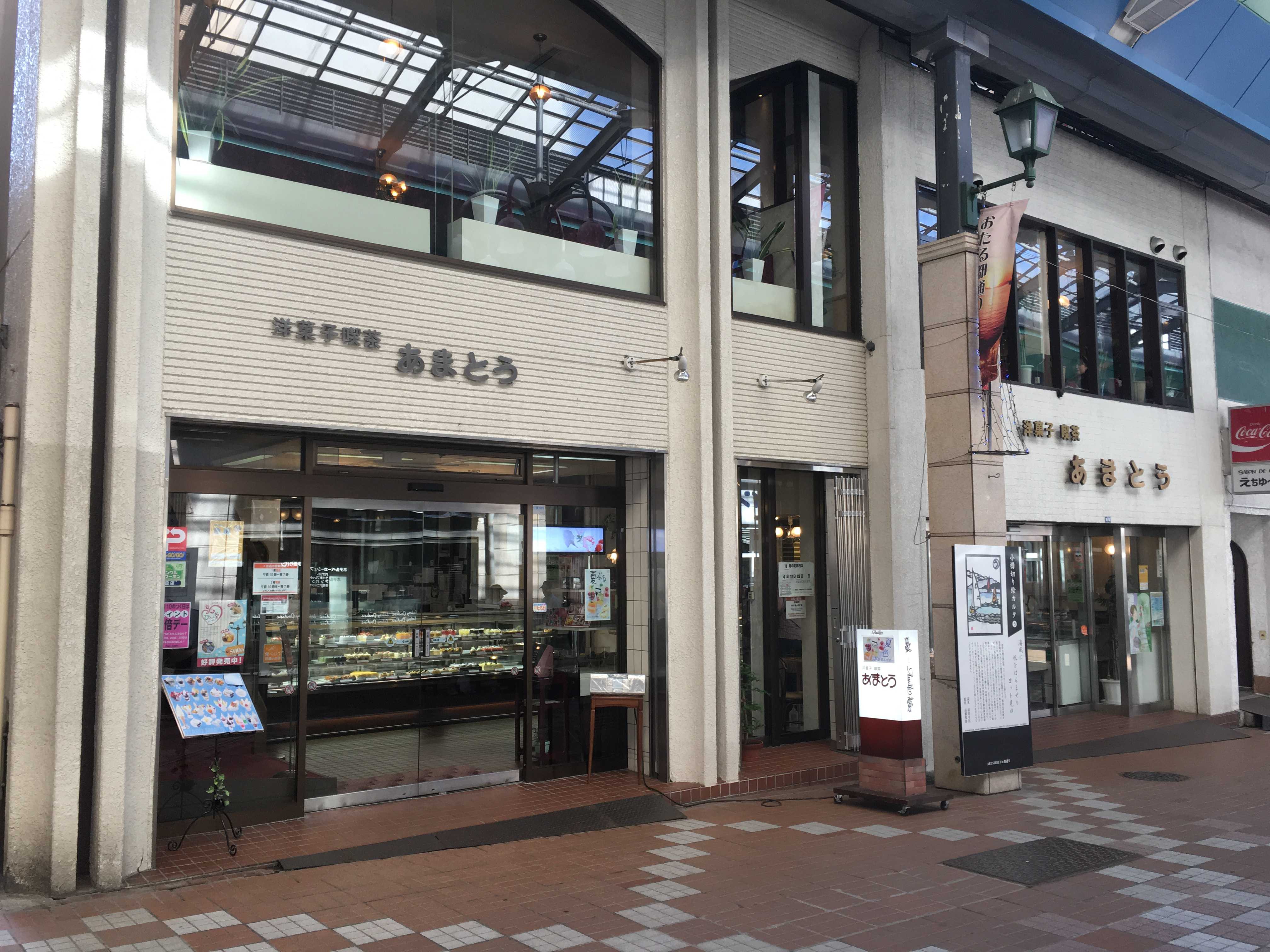
あまとう

あまとうは1929年（昭和4年）の創業当時は、小樽名物の菓子であるぱんじゅうから寿司まで、幅広い食品を扱う食堂であった。
1950年代に業態を洋菓子主体に変えたことを機に、あまとう2代目社長の柴田治郎が、独自の看板商品を生み出すべく、銘菓や洋菓子を扱う店を訪ねて、日本全国を回って歩いた。その研究の末に、「クッキーを2枚重ねする菓子は多いが、3枚重ねがない」と気付いた。そこで、クッキーとクッキーの間にアンズのジャムを塗り、側面をチョコレートでコーティングした3枚重ねの菓子が、1960年に開発された。
開発当初の名称は、単に「ジャムサンド」であった。その後、当時のものが厚くてクリ（マロン）のようだったことと、「コロンコロン」と丸い感じから、柴田治郎社長により「マロンコロン」と命名された。名称は「マロン」だが、クリは材料に入っていない。
2007年（平成19年）3月には北海道札幌市への進出として、丸井今井札幌本店の北海道産食品専門店「きたキッチン」（さっぽろ地下街オーロラタウン）に、札幌初の販売コーナーが設置された。翌2008年（平成20年）には、新千歳空港の全日空受付前の販売コーナーに、マロンコロンのブースが設けられた。2022年（令和4年）時点ではこの他に、JR新札幌駅などの販売店や、通信販売でも購入可能である。

## 特徴

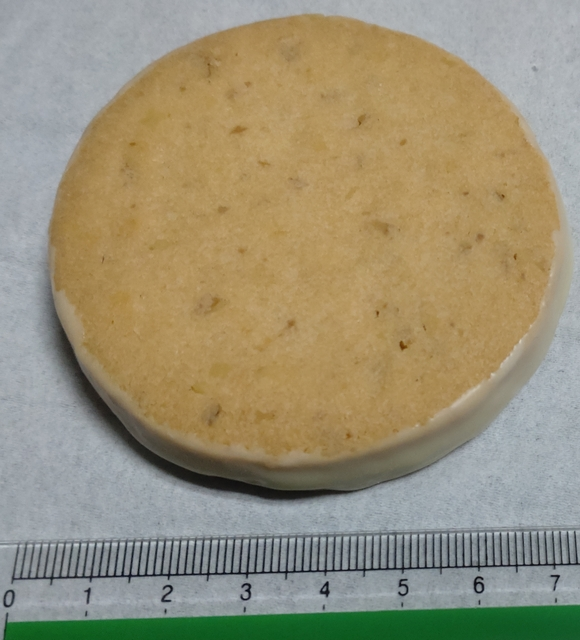
マロンコロンの大きさ

3枚重ねの厚いサブレーで、直径約6.5センチメートル、厚さ約1.5センチメートルと、サイズも大きい。これは、「美味しいものをおなかいっぱい食べてほしい」という、2代目社長の柴田治郎の気持ちの顕れとされる。
チーズやバターがふんだんに用いられているために、香ばしく、濃厚で甘い味つけ、小気味よい歯ごたえが特徴である。サブレーの間には何も入れないことで、より軽い食感を保っている。
材料には最高のものが拘られており、サブレーの生地の材料である鶏卵とバターは北海道産の健骨卵と無塩発酵バター、コーティングのチョコレートもスイス産の純チョコレートが用いられている。生地には、ローストした生アーモンドも使用されており、このアーモンドの風味も特徴である。
日持ちも良く、土産品に適していることも、人気の一因となっている。詰め合わせの他に、1個ずつの販売もされているため、大人数に配布する土産菓子としても適している。

### 製造
円形のクッキーを鉄板で焼くと、表面が丸みを帯びる傾向がある。2枚重ねでは平らな底面を合わせることが可能だが、3枚重ねでは中央のクッキーの両面を平らにする必要がある。そのために試行錯誤の結果に、職人が小さなナイフによる手作業で、1枚1枚の表面を削って平らにして製造されている。こうした経緯で開発以来、製造はすべて機械ではなく、手作りで続けられている。手作りに拘り続けていることから、45年ぶりに訪れた客が、変わらない店の佇まいと味に泣いたとの逸話もある。
手作りの製造では、当初は1日に千個程度の生産が限界だったため、機械化による大量生産が構想されたこともある。しかし、業者にレシピを全て伝えたものの、機械による試作の出来栄えは味、食感、香りとすべてが、手作りと異なっていた。このことで、あまとうでは「職人技を機械で忠実に再現するのは無理」と判断されて、機械化の計画はすぐに撤回された。
2007年には、小樽市内にマロンコロン専用の340平方メートルの工場が建設され、手作りでも1日に、従来の3倍にあたる3500個の生産が可能となった。さらに2008年（平成20年）には工場内の施設が増設され、1日に5000個の生産が可能となった。

### バリエーション
歴史に拘らずに、時代の流れに合わせることや、客の意見を取り入れることで、内容を変更していることも、特徴の一つである。高度経済成長期にあたる販売開始当時は甘い菓子がもてはやされたが、次第に健康志向が高まり、1987年（昭和62年）、甘さとカロリーを抑えることを目的として、具材がジャムからカカオ、チーズ、ウォナッツ（クルミ）、アーモンドに改められた。

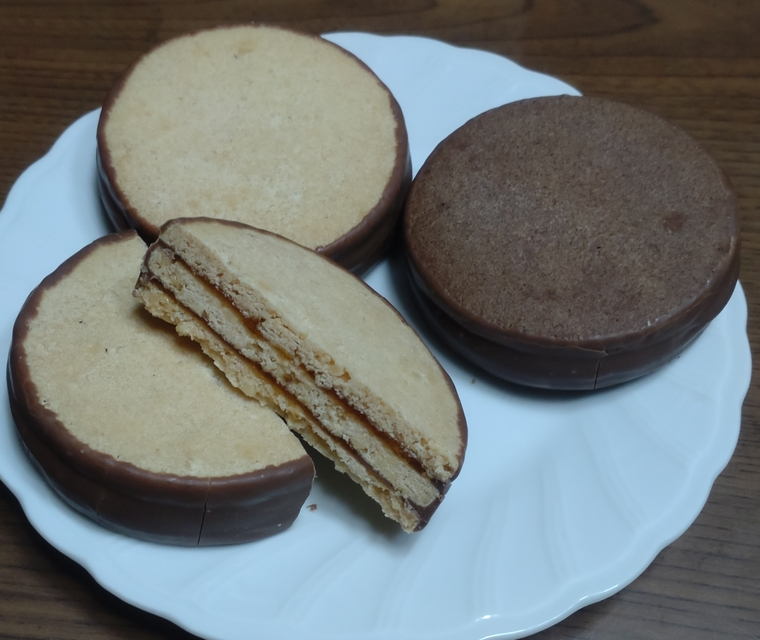
マロンコロン クラシック

2007年には、販売開始当初の味を望む声が多く寄せられたことから、アンズジャム入りの商品「マロンコロン クラシック」が、20年ぶりに1日500個限定で復刻された。マロンコロンは小樽市以外でも購入可能だが、この復刻品は、小樽のあまとう本店のみで購入可能な希少品である。
3枚重ねのボリューム感から、「お年寄りや子供は1個食べ切れない」「3枚重ねはボリュームがありすぎる」との意見が寄せられたことで、2012年（平成24年）にはスティックタイプの「スティックマロンコロン」、2014年（平成26年）には2枚重ねの紅茶味「紅茶マロンコロン」が発売され、共に好評を博した。2022年時点ではこれらの他に、広島県産の瀬戸内レモンを生地に練り込んだ「レモンマロンコロン」、フリーズドライのイチゴを生地に練りこんだ「いちごマロンコロン」、紅茶マロンコロン同様に2枚重ねの「抹茶マロンコロン」などが販売されている。
2022年には、北海道と株式会社ポケモンとの間で2018年に結ばれた包括連携協定に基づく事業として、ポケットモンスターのキャラクターを印刷した商品「ポケモンマロンコロン」が期間限定で発売された。

## 反響
1980年代後半にはバブル景気に伴って、マロンコロンの売れ行きも急上昇した。当時の小樽は、小樽運河埋め立ての論争後であり、小樽の観光地化に伴って、マロンコロンの名前も次第に日本全国に広まった。日本各地の百貨店などで開催される北海道物産展への出展要請も増加した。2006年（平成18年）1月の小田急百貨店での物産展では、1日で1600個が完売した。

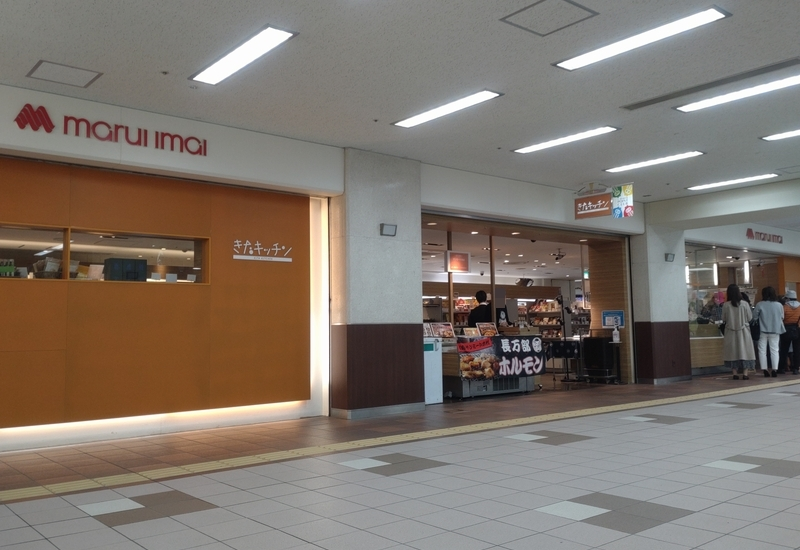
きたキッチン

2007年には、先述のきたキッチンでの年間販売数が約36000個を記録し、同キッチンが扱う全1200種の商品の中で販売個数1位となった。丸井今井の担当者は「小樽でしか買えなかった商品が札幌でも購入できることでまず火がついた」「味だけでなく、価格や包装の面でも、客の要望に応える商品」と、人気の理由を分析した。きたキッチンでのこの人気は、丸井今井札幌本店地下食品街の全面改装オープンに伴う、あまとう札幌店の開店のきっかけにもなった。
2008年には、8月時点ですでに前年の年間製造個数である70万個を突破しており、さらに後述するテーマ曲「ほんと罪だわ マロンコロン」との協同が原動力となったことで、年間販売個数は初の百万個を突破した。
2009年（平成21年）には、あまとうが函館市や旭川市の物産展に初めて参加し、7月から9月の3か月に旭川、稚内、釧路など北海道内の空港5か所で期間限定の発売を実施したこと、さらに新千歳空港、JR札幌駅のアンテナショップである北海道どさんこプラザ札幌店、札幌駅内など5か所のスーベニアキヨスク、狸小路商店街とサッポロファクトリーの土産店でも取り扱いを始めたことで、マロンコロンの存在は北海道全域へ浸透し、年間販売個数は過去最高の135万4千個を記録した。
特に北海道どさんこプラザ札幌店は、同2009年2月から12月にかけての毎月の販売個数が、北海道銘菓として知られる白い恋人（石屋製菓）を抑えて第1位を記録し続け、多い月では600個の大差をつける人気ぶりであった。また新千歳空港では同2009年12月、空港スタッフが選ぶ12月のお土産セレクションで第1位を記録した。ANAカード会員誌「Bird's」ではこのランキングで、「サクッとしたサブレーと、スイスの最高級チョコのハーモニーが絶妙」と評価された。2013年11月期には、売上は過去最多の年間172万3500個を記録した。
あまとうでマロンコロンと同年に開発された製品に「クリームぜんざい」があり、3代目社長の柴田明によれば、クリームぜんざいとマロンコロンが「店のツートップ」という。2010年代には、店の売上の半分をクリームぜんざい、4割をマロンコロンが占めていた。2019年（令和元年）においても、どさんこプラザではマロンコロンが個数売上で第1位を記録しており、東京都有楽町のどさんこプラザでも第3位の人気であった。その後の2022年においても、どさんこプラザでは人気を博しており、売上はトップクラスを記録し続けている。
小樽市出身の香山リカは、「子供の頃にはこの濃い味をくどいとすら思っていたが、本州の人々には美味と喜ばれることから、土産菓子として重宝している」と語っている。北海道出身の歌手である藤澤ノリマサも、仕事中にスタッフから「世界一美味しいクッキー」と勧められて以来、この菓子を好んでおり、新曲のキャンペーンツアーに持参することも多いという。小樽出身の作家である千石涼太郎も「小樽が誇る世界一の味」と語り、読者との交流、取材の際の手土産はマロンコロンと決めているという。アンテナショップの北海道フーディスト八重洲店からも、「大人の女性にも喜ばれる上品な味わい。知る人ぞ知るおみやげ」との声が寄せられている。

## テーマ曲
2007年には、小樽在住のシンガーソングライターである柿本七恵が、マロンコロンへの想いを込めた楽曲「ほんと罪だわ マロンコロン」を作詞作曲した。柿本が前年の2006年に、東京のレコード会社から初のCDアルバムをリリースした際に、取材を受けた喫茶店で、あまとう3代目社長の柴田明を紹介されて意気投合し、柿本がマロンコロンの曲を書くことを申し出て、2007年3月にピアノの弾き語り曲として完成した。あまとうは2006年より喫茶室が併設されており、柿本は楽曲のイメージ「あまとうの2階の喫茶に座りながら、外を眺める情景をイメージした」とを語っている。エフエム小樽放送局やウイングベイ小樽でのライブ、おたる潮まつりのステージ、街頭放送などでの披露で、大きな反響を呼んだ。
翌2008年2月8日にはファンからの要望に応えて、CDが発売された。収録内容は、フルバンド演奏とカラオケ用、オルゴール風の音色も取り入れた「ノスタルジックバージョーン」の3つであり、ジャケットは小樽の編集企画会社により、マロンコロンの包装そっくりにデザインされた。発売前からすでに約400枚の予約の注文が入り、発売後は2週間で約600枚が売れ、札幌のCD専門店ではインディーズ系の北海道内オリジナルCDの中で3位、北海道内のインディーズ系アーティストのCDを扱う札幌市中央区の狸小路のCDショップ「音楽処」の週間チャートで、同2月に3位を、その翌週には6位を記録した。
「音楽処」の社長によれば、「20代から30代の男女を中心に、幅広い客層により支持されている」と分析されている。後にマロンコロンのテレビコマーシャルにも用いられ、小樽のみならず札幌中心部や、札幌市琴似の街頭放送でも流れるに至っている。